# Curt Weldon
Wayne Curtis Weldon, detto Curt (Marcus Hook, 22 luglio 1947), è un politico statunitense, membro della Camera dei Rappresentanti per lo stato della Pennsylvania dal 1987 al 2007.

## Biografia
Nato e cresciuto in Pennsylvania, dopo il college Weldon lavorò come insegnante.
Entrato in politica con il Partito Repubblicano, nel 1977 divenne sindaco di Marcus Hook e mantenne l'incarico fino al 1982. Fino al 1986 fu consigliere della contea di Delaware.
Nel 1984 si candidò alla Camera dei Rappresentanti contro il deputato democratico in carica Bob Edgar ma fu sconfitto. Due anni dopo, quando Edgar lasciò il seggio, Weldon si candidò nuovamente e riuscì ad essere eletto deputato. Negli anni successivi fu riconfermato dagli elettori per altri nove mandati.
Nel 2006, durante la campagna elettorale per la rielezione in cui affrontava il democratico Joe Sestak, Weldon fu oggetto di un'inchiesta da parte del Dipartimento di Giustizia in quanto sospettato di favorire società controllate da amici e parenti per ottenere contratti di consulenza. Nello stesso periodo fu accusato anche di legami finanziari controllati da rapporti d'interesse con Finmeccanica. A settembre, il nome di Weldon figurò nella lista dei "venti politici più corrotti del Congresso" stilata dall'organizzazione non-profit "Citizens for Responsibility and Ethics in Washington" (CREW). Al termine dell'inchiesta, Weldon non fu incriminato ma le indagini sul suo conto, che riguardarono anche perquisizioni dell'FBI nella sua abitazione, gli costarono la rielezione contro Sestak.